# Cañón autopropulsado M107
El M107 es un cañón autopropulsado de 175 mm producido por los Estados Unidos como consecuencia de un requerimiento para adquirir piezas de artillería pesadas aerotransportables. El M107 utilizaba la misma barcaza que el obús autopropulsado de 203 mm M110.

## Historia
En los años 1950 el Ejército de los Estados Unidos decidió reemplazar sus piezas de artillería pesada por otras que fueran más fáciles de transportar estratégica y tácticamente: las piezas debían ser aerotransportables y autopropulsadas. Pacific Car and Foundry Company presentó una propuesta para desarrollar una nueva familia de piezas autopropulsadas que incluirían el M107, el M110 y también el vehículo de recuperación M578. El cañón de 175 mm y el obús de 203 mm de estos modelos compartían la misma barcaza y el armamento podía ser intercambiado entre los dos en el frente, dependiendo de las necesidades operativas. En 1961 la misma compañía recibió el encargo de comenzar la producción en serie de estos modelos, con los primeros M107 siendo completados en 1962 y el primer batallón de M107 siendo creado en 1963. El M107 también fue fabricado por FMC y Bowen-McLaughlin-York. El M107 fue empleado por los Estados Unidos en la guerra de Vietnam y fue exportado a otros ejércitos de países amigos.
Los batallones de M107 del ejército estadounidense contaban con 12 piezas y estaban encuadrados al nivel de cuerpo de ejército. A principios de la década de 1980 las piezas estadounidenses fueron convertidas en M110A2 y la mayoría de los otros usuaríos del M107 los convirtieron en M110A1/M110A2 o los retiraron del servicio.

## Descripción
La barcaza del M107 estaba basada en un casco soldado de acero fundido, con el conductor sentado delante a la izquierda, el motor a su derecha y la pieza en la parte trasera. El conductor era el único tripulante que viajaba dentro del casco, con los otros cuatro tripulantes transportados en asientos sin cubrir en la parte trasera del vehículo.
El M107 estaba equipado con un motor diésel de ocho cilindros y dos tiempos Detroit Diesel 8V-71T, La transmisión era la General Motors Allison Division XTG-411-2A, con cuatro marchas adelante y dos marchas atrás. Tanto el motor como la transmisión eran los mismos utilizados por el M108, el M109 y el M110.
El tren consistía de cinco ruedas de rodaje dobles con cubierta de caucho sólido a cada lado, con el piñón de tracción delante y la rueda de rodaje trasera actuando como rueda tensora. La suspensión era de barras de torsión con amortiguadores hidráulicos y se podía bloquear tras entrar en posición para transmitir el choque de retroceso directamente al terreno. En la parte trasera el vehículo contaba con una hoja hidráulica que se desplegaba antes de disparar.

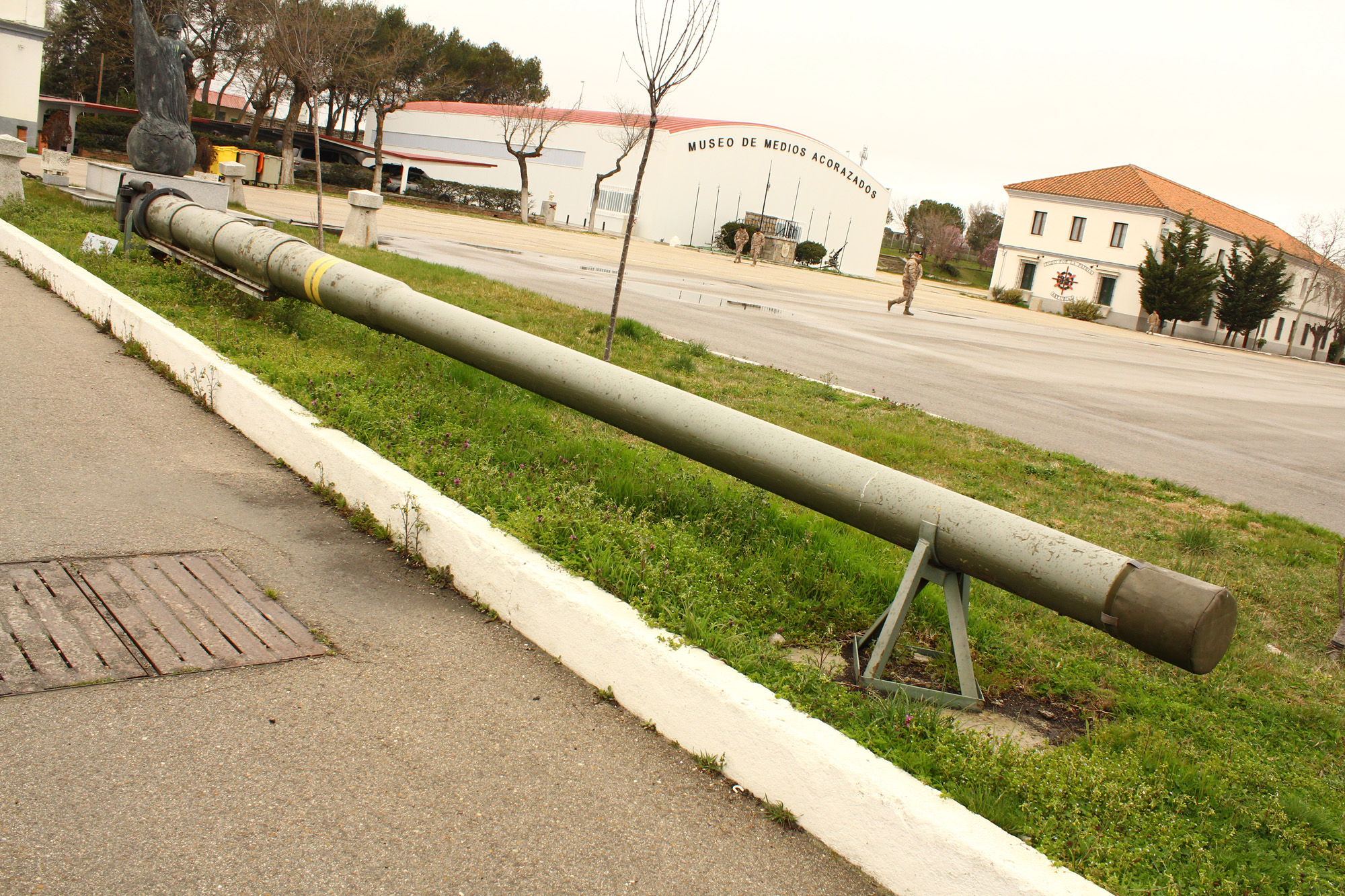
Un tubo de cañón M113 de los que equipaban a los M107 españoles en el Museo de Unidades Acorazadas de El Goloso.

El cañón, modelo M113 de 175 mm y 60 calibres, se movía hidráulicamente de -5° a 65° en elevación y de -30° a +30° en horizontal, y contaba con un sistema hidroneumático para absorber en parte el retroceso, con un recorrido de entre 0.711 y 1.778 metros. El cañón disparaba proyectiles M437A1 o M437A2, de un peso de 66.78 kg y un alcance máximo, con la carga 3, de 32.7 km y una velocidad de boca de 912 m/s. La cadencia recomendada era de un disparo cada dos minutos, pero se podía intensificar a un disparo por minuto en ráfagas de hasta 10 disparos. Durante su uso inicial en la guerra de Vietnam, los M107 solían ser disparados a una cadencia más rápida que la recomendada, lo que resultó en fallos por fatiga que redujeron la vida del tubo de los más de 1000 disparos previstos a solo 400. La situación se subsanó con un nuevo proceso de templado y endurecimiento del tubo para que pudiera alcanzar el número disparos previstos inicialmente.
El M107 tenía más alcance que el M110 inicial, que usaba un tubo más corto, pero era mucho menos preciso que este. Versiones posteriores del M110 fueron equipadas con un tubo más largo, logrando un alcance de hasta 45 km con proyectiles asistidos con cohete y 35 km con proyectiles convencionales, lo que permitió estandarizar todos los M107 y M110 del Ejército estadounidense a la versión M110A1/M110A2.

## Uso en combate

### Guerra de Vietnam

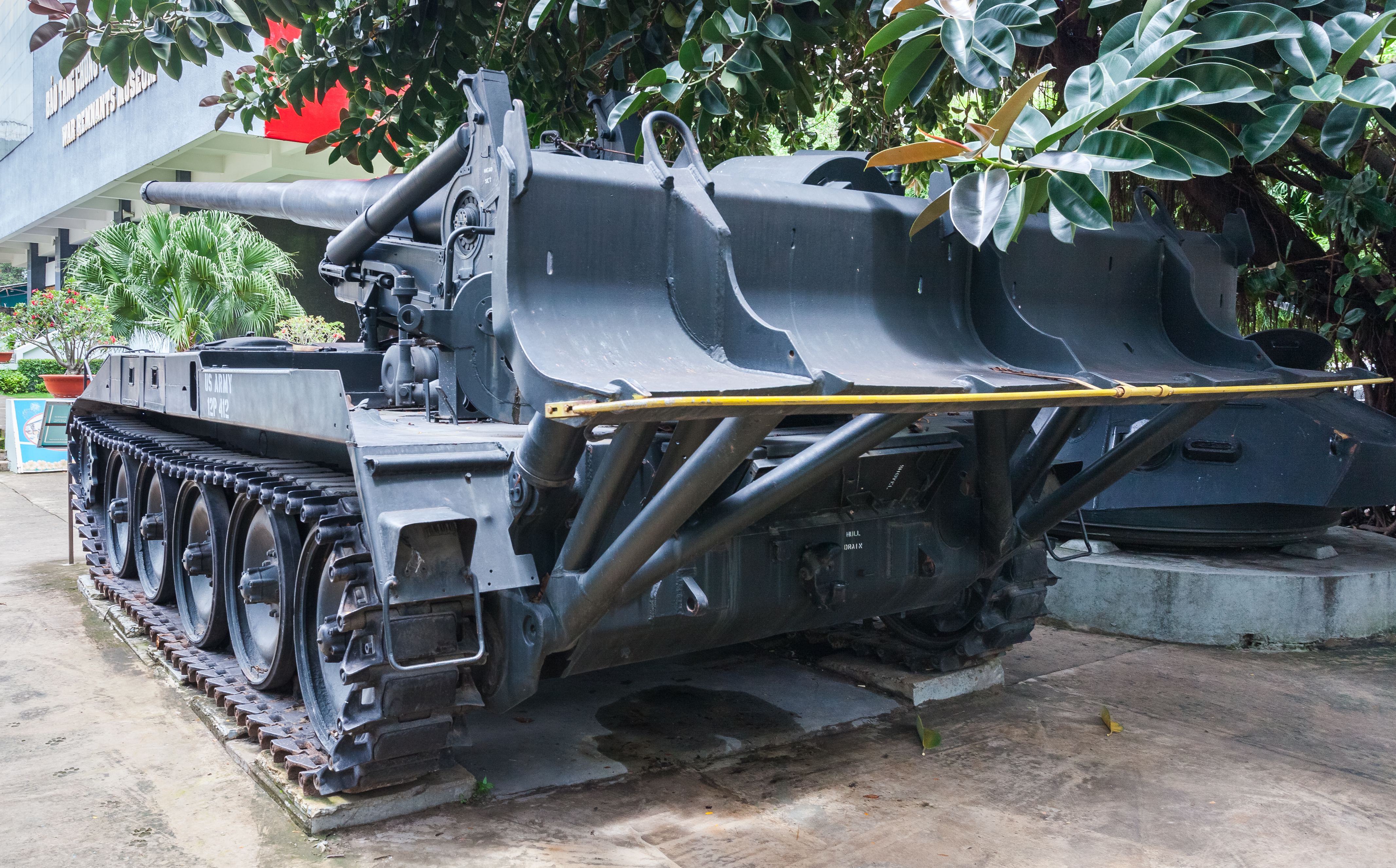
Vista posterior de un ejemplar utilizado en la guerra de Vietnam.

El Ejército de los Estados Unidos desplegó el M107 y el M110 a Vietnam, donde llegaron a equipar 11 batallones entre ambos modelos. Se empleaban normalmente como baterías separadas para equipar bases de fuego, emplazando las cuatro piezas de cada batería en rombo con cada pieza cubriendo un cuadrante, lo que permitía disparar rápidamente en cualquier dirección que fuera requerida. Dado su largo alcance, el M107 fue también empleado en duelos de artillería con piezas del Ejército de Vietnam del Norte al otro lado de la zona desmilitarizada. El Ejército de Vietnam del Norte capturó varios M107 a las fuerzas estadounidense y sudvietnamitas y los usó durante la ofensiva final de la guerra de Vietnam y también en la guerra camboyano-vietnamita.

### Guerras árabe-israelíes

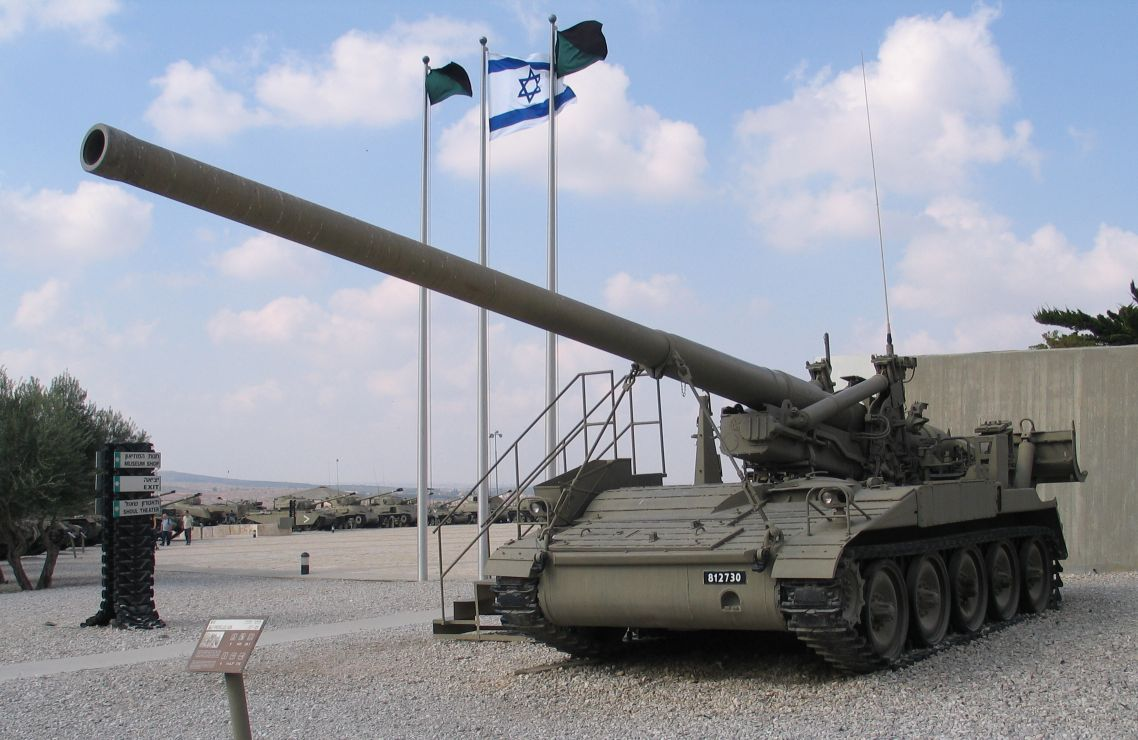
Un M107 israelí en el Memorial y Museo del Cuerpo Acorazado en Latrun.

El M107 también fue empleado por el Ejército Israelí en los conflictos árabe-israelíes, comenzando con al guerra de Yom Kipur. Durante la guerra de Yom Kipur, el M107 fue una de las pocas armas capaces de alcanzar las baterías de misiles antiaéreos egipcios y sirios. De las 15 baterías SA-2 perdidas por Egipto en la orilla occidental del Canal de Suez, 13 fueron destruidas por los M107. Cuando los israelíes cruzaron el Canal de Suez en la Operación Gazelle, los M107 fueron de los primeros en cruzar junto con los carros de combate y los transportes blindados de personal. Los M107 también fueron usados para bombardear la capital siria de Damasco. Las fuerzas israelíes adquirieron en total más de 200 M107, conocidos localmente como Romach (lanza).

### Guerra Irán-Irak
Los M107 que fueron suministrados al ejército del iraní del sah fueron heredados por las fuerzas de la República Islámica de Irán tras la revolución de islámica de 1979. Estos M107 fueron empleados por las fuerzas iraníes durante la guerra Irán-Irak.

## Usuarios
Estos fueron los usuarios del M107:
- Estados Unidos: Ejército de Estados Unidos y Cuerpo de Marines de Estados Unidos, convertidos a M110A1/M110A2 en 1981.
- Alemania: Heer
- Corea del Sur: Ejército de la República de Corea, 24 retirados en 2008.
- España: Ejército de Tierra de España, 12 convertidos a M110A2.
- Grecia: Ejército Griego
- Irán: Ejército de Irán
- Israel: Ejército Israelí
- Italia: Ejército Italiano
- Japón: Fuerza Terrestre de Autodefensa de Japón
- Países Bajos: Real Ejército de los Países Bajos, convertidos a M110A1/M110A2.
- Reino Unido: Ejército Británico
- Turquía: Ejército de Turquía
- Vietnam: Fuerzas Armadas de la República Democrática de Vietnam, capturados, en reserva.
- Vietnam del Sur: Ejército de la República de Vietnam, destruidos o capturados por Vietnam del Norte.